# Ludwig Keke

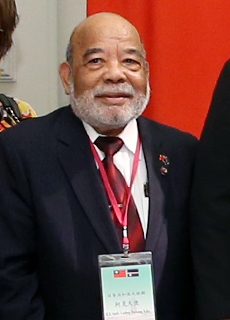
Ludwig Keke, 2016

Ludwig Dowong Keke (* 28. Januar 1935) ist ein nauruischer Politiker und Diplomat.

## Biographie
Ludwig Keke wurde während des Zweiten Weltkriegs von den Japanern nach Chuuk deportiert. Er besuchte zwischen 1950 und 1954 das Waverley College in einem Vorort der australischen Metropole Sydney. Anschließend absolvierte Keke eine zahnmedizinische Ausbildung an der Central Medical School in Suva (Fidschi) und arbeitete 1961 als Assistenzzahnarzt in seiner nauruischen Heimat. Das folgende Studium der Zahnmedizin an der University of Queensland schloss Keke mit einem Bachelor of Dental Science ab. Er arbeitete anschließend als Zahnarzt in Brisbane und kehrte Ende 1966 oder Anfang 1967 nach Nauru zurück. Im Dezember 1967 wurde Keke als politischer Neuling zum Mitglied des Verfassungskonvents gewählt. Bei den Parlamentswahlen 1968 und 1971 konnte Keke für den Wahlkreis Yaren in das Parlament des unabhängigen Staates Nauru einziehen und gehörte diesem bis Dezember 1973 an. Im September 1977 wurde Keke, zwischenzeitlich Inhaber eines Doktortitels (D.D.P.H.) der neuseeländischen University of Otago, in Australien als Zahnarzt zugelassen. Beim Gesundheitsministerium von Western Australia als Regional Dental Officer angestellt, ernannte die South Pacific Commission Keke im Sommer 1981 zu deren Dental Public Health Officer, sodass er gemeinsam mit seiner Familie nach Nouméa (Neukaledonien) zog. Keke musste sich bei den Parlamentswahlen 1986, 1987, 1995 und 2000 im Wahlkreis Yaren seinen Konkurrenten Pres Nimes Ekwona und Anthony Detsimea Audoa geschlagen geben, wurde allerdings 1989, 1992 und 1997 jeweils zum Mitglied des Parlaments gewählt. Nachdem Keke unmittelbar zuvor die Position des Stellvertreters innehatte, bekleidete er vom 12. Dezember 1998 bis zum 12. April 2000 das Amt des Parlamentspräsidenten („Speaker“). Keke amtierte außerdem zwischen 2004 und 2006 als nauruischer Hochkommissar in Fidschi. Nach der Wiederaufnahme der diplomatischen Beziehungen wurde Keke im März 2007 als erster nauruischer Botschafter in der Republik China (Taiwan) akkreditiert. Für seinen herausragenden Beitrag betreffend die bilateralen Beziehungen beider Länder verlieh der taiwanische Präsident Ma Ying-jeou im April 2016 den Order of Brilliant Star with Grand Cordon an den Nauruer. Im Juli 2016 wurde Chitra Jeremiah als Nachfolgerin akkreditiert.

## Familie
Ludwig Dowong nahm erst nach der Unabhängigkeit Naurus 1968 den Nachnamen seines Vaters (Keke) an. Sein Bruder Leo Keke war ebenfalls Parlamentsmitglied. Seine Schwester (Sunshine Keke) heiratete den Politiker Lawrence Stephen; deren Sohn ist der Gewichtheber Marcus Stephen, zwischen 2007 und 2011 Präsident Naurus. Keke ist seit Juli 1969 mit einer Australierin niederländischer Abstammung (Ann Buissink) verheiratet und hat zwei Söhne: den Arzt und Politiker Kieren Keke sowie den Piloten Kristian Keke.